# Linyphia emertoni
Linyphia emertoni är en spindelart som beskrevs av Tord Tamerlan Teodor Thorell 1875. Linyphia emertoni ingår i släktet Linyphia och familjen täckvävarspindlar. Inga underarter finns listade i Catalogue of Life.